# شاباريل إم آي إم-72
شاربل إم آي إم-72 هو نظام دفاع جوي أمريكي الصنع يتميز بدافع ذاتي نظام صواريخ أرض-جو يحمل 9 صواريخ وقد دخلت الخدمة في الجيش الأميركي في عام 1969, تم الاستغناء عنها تدريجيا بين عام 1990 و 1999. ومن المقرر أن يتم استخدام 163 م مع نظام الاتصالات للدفاع الجوي
| طول  | القطر | المدى | السرعة  | نطاق             | ارتفاع          | التوجيه                                      | محرك                                  | الرؤوس الحربية |
| ---- | ----- | ----- | ------- | ---------------- | --------------- | -------------------------------------------- | ------------------------------------- | -------------- |
| 2.90 | 127مم | 86كم  | 1,5 ماخ | 500 إلى 9000 متر | 25 إلى 4000 متر | مطاردة الذيل السلبي بالأشعة تحت الحمراء فقط. | تعمل بالوقود الصلب المحركات الصاروخية | 12,2 كجم       |

- الدول المستخدمة
- -مصر
- -إسرائيل
- -المغرب
- -البرتغال
- -جمهورية الصين (تايوان)
- -تونس
- -الولايات المتحدة
- -تشيلي